# Cecil B. DeMille
Cecil Blount DeMille (Ashfield, 12. kolovoza 1881. – Hollywood, 21. siječnja 1959.), američki filmski redatelj i producent
Jedan je od pionira američke kinematografije, oličene u pojmu Hollywooda. Povodio se za jeftinim ukusom širokih malograđanskih slojeva, te je u svojim melodramama i pseudohistorijskim biblijskim paradama vješto izmješao seks i religiju. Oscara je osvojio 1952. godine za film Najveća predstava na svijetu.
Filmovi:
- Deset zapovijedi
- Kralj kraljeva
- U znaku križa
- Samson i Delila
- Najveća predstava na svijetu